# Паризький провулок
Паризький прову́лок — провулок у Печерському районі міста Києва, місцевості Звіринець, Бусове поле. Пролягає від Вільшанської вулиці до Звіринецької вулиці.

## Історія
Виник у середині XX століття під назвою Новий провулок. У 1955 році отримав назву провулок Добролюбова на честь російського літературного критика М. О. Добролюбова. Сучасна назва на честь Парижа — міста-побратима Києва — з 2022 року.